# 카이샤은행

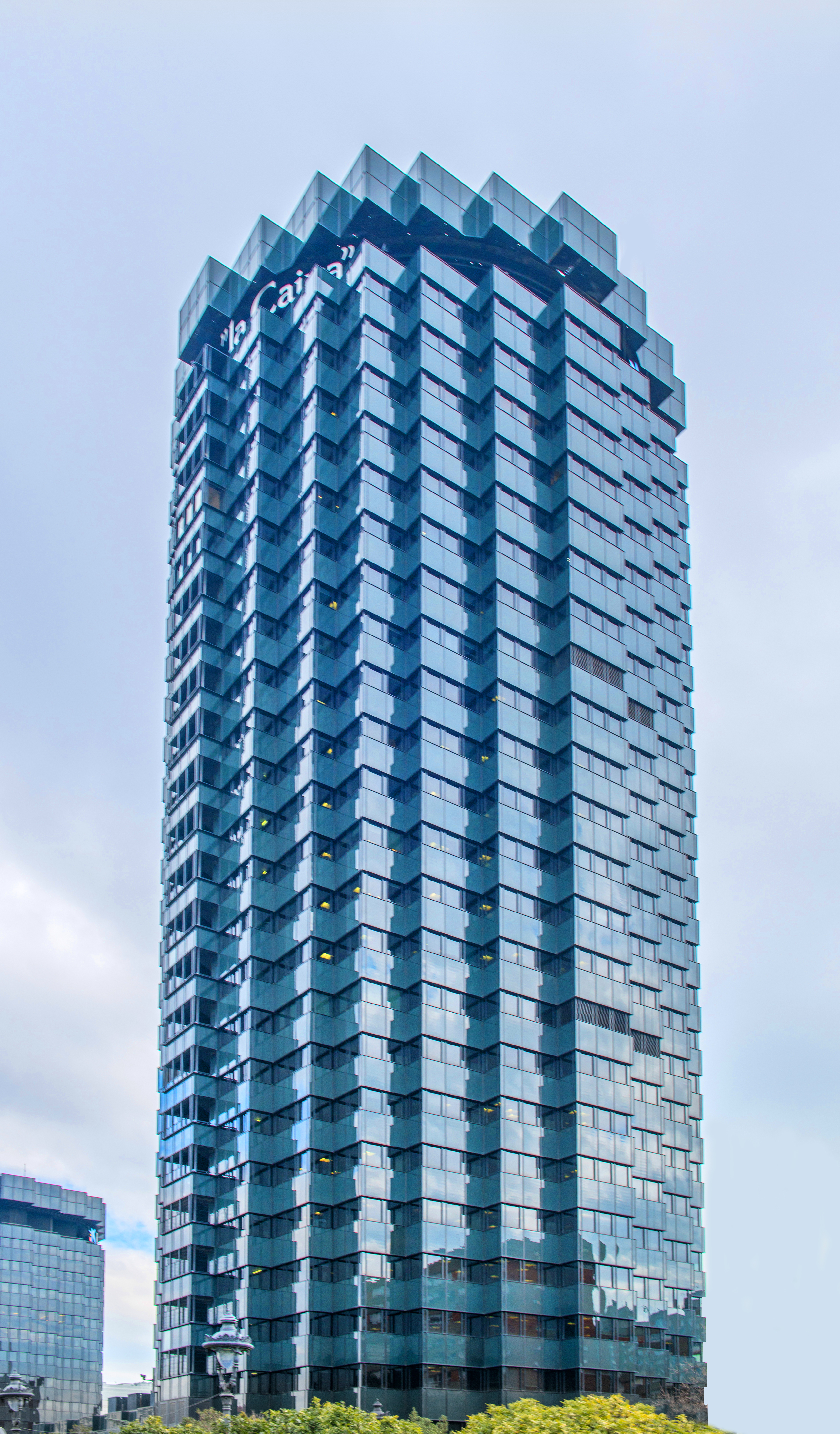
바르셀로나 본사

카이샤은행(CaixaBank)은 스페인의 다국적 금융 서비스 기업이다. 카이샤은행은 발렌시아에 위치해 있으며 마드리드, 바르셀로나, 스페인에 운영 사무소를 두고 있다. 시장 가치 부문에서 산탄데르 은행, BBVA에 이어 스페인에서 3번째로 큰 대출 기관이다. 카이샤은행의 분점은 5,397곳이며 15,800,000명의 고객을 보유하고 있다. 마드리드 증권거래소에 상장되어 있으며 IBEX 35의 일부이다.
2007년 Criteria CaixaCorp라는 사명으로 설립되었다.